# Cladoxylopsida
Las cladoxilópsidas (Cladoxylopsida Novák, 1930) son una clase de Pteridophyta de la época Devónico Temprano al Misisípico. Los representantes de esta clase adquirieron desde el Devónico Medio porte arbóreo gracias a la estructura de su cilindro vascular y fueron los primeros vegetales formadores de bosques. 

## Características
El principal carácter diagnóstico de las especies comprendidas en la clase Cladoxylopsida es su estela radial con haces vasculares anastomosados bi a trifurcados. La arquitectura general de algunas de sus formas devónicas es razonablemente conocida. Por su mejor representación en el registro fósil los géneros Pseudosporochnus o Cladoxylon representan bien esta anatomía. Estarían formados por un tronco o fuste erecto parcialmente lignificado que podía alcanzar varios metros de altura. En la base del fuste aparecerían numerosas raíces de pequeño tamaño agrupadas en un bulbo. Insertadas helicoidalmente en el fuste se encontraban unas ramificaciones secundarias varias veces bifurcadas en un único plano con una lámina fotosintética y esporangios terminales que permanecían solo en la corona a modo de penacho. De los representantes de Cladoxylopsida del Carbonífero, por el contrario, solo se conocen secciones de tronco que únicamente muestran la estela característica del grupo por lo que su anatomía es desconocida.

## Taxonomía
Cladoxylopsida son pteridofitas pertenecientes al clado Euphyllophyta y más propiamente a Monilophyta, que evolucionaron antes que los equisetos y helechos. El porte arbóreo de Cladoxylopsida apareció en el Devónico Medio hace 390 millones de años. Sin embargo, en equisetos y helechos se desarrollaron los árboles luego independiente y convergentemente durante el Carbonífero. Actualmente, solo los helechos Cyatheales son las únicas monilofitas arbóreas.
Tradicionalmente se han incluido en Cladoxylopsida dos órdenes,  Pseudosporochnales e Iridopteridales que comparten el tipo de estela radial anastosomada. Algunos autores, sin embargo, excluyen de Cladoxylopsida a Iridopteridales debido fundamentalmente a tres características que estos últimos presentan: su arquitectura iterativa, la producción de dos diferentes tipos de ramificaciones en cada nudo del eje principal y la presencia de un único haz vascular en cada ramificación originado en la estela principal. 
Siguiendo a estos autores Cladoxylopsida estaría caracterizada, además de por su estela, por una arquitectura jerarquizada, un único tipo de ramificaciones secundarias en cada nudo y varios haces vasculares originados en la estela principal de cada ramificación. La clase estaría, pues, formada por un orden, Pseudosporochnales, y por los géneros de Cladoxilópsidos no Pseudosporochnales que incluirían a  Panxia, Rhipidophyton, Polypetalophyton y posiblemente a Polyxylon, Pietzschia y Cladoxylon.